# Clare Ezeakacha
Clare Ezeakacha es una actriz, productora, directora de cine y locutora nigeriana.

## Biografía
Ezeakacha nació el 26 de mayo de 1986 en Lagos pero es oriunda del Estado de Anambra, Nigeria. Obtuvo una licenciatura en Ciencias de la Computación de la Universidad de Madonna, Elele y un diploma de posgrado de la Universidad de Nigeria.

## Carrera
Comenzó su carrera en la industria del entretenimiento en 2011. En 2016, se dedicó a la realización cinematográfica, produciendo y dirigiendo varias películas de nollywood, entre ellas: "Jack of All Trade", "Two Wrongs", "Arima" y "Smoke", que fue nominada a Mejor Cortometraje en la Competencia de 2018 en el Festival Internacional de Cine de África.

## Filmografía

### Como directora
- Smoke (2018)
- Arima (2017)[8]
- Ordinary Fellow (2018) (asistente de director)

### Como productora
- Gone Grey (2016)[9][10]
- Arima (2017)
- The Employee (2017)
- Mystified (2017) (productora asociada)[11]
- JOAT, Jack of All Trade (2017)[12]
- Two Wrongs (2019)[13]
- Friends Only (2020)

## Premios
| Año  | Premios                                  | Categoría          | Película | Resultado |
| ---- | ---------------------------------------- | ------------------ | -------- | --------- |
| 2018 | Festival Internacional de Cine de África | Mejor cortometraje | Humo     | Ganador   |